# Río Chaparé
Río Chaparé är ett vattendrag i Bolivia.   Det ligger i departementet Cochabamba, i den centrala delen av landet, 300 km norr om huvudstaden Sucre.
I omgivningarna runt Río Chaparé växer i huvudsak städsegrön lövskog. Runt Río Chaparé är det mycket glesbefolkat, med 6 invånare per kvadratkilometer.